# Gaius Julius Alexander Berenicianus
Gaius Julius Alexander Berenicianus (grec: Γαίος Ιούλιος Αλέξανδρος Βερενικιανός, environ 75-150) était un prince de Cilicie et le deuxième fils du roi Gaius Julius Alexander (en) et de la reine Julia Iotapa de Cetis en Cilicie. Son frère aîné était Gaius Julius Agrippa (en) et sa sœur cadette était Julia Iotapa.
Son grand-père paternel est le roi Tigrane VI d'Arménie. Par Tigrane, il est un descendant du roi Archélaos de Cappadoce et du roi de Judée Hérode le Grand avec sa première femme Mariamne l'Hasmonéenne. Julius Alexander est probablement le père de Julia Bérénice Crispina, la dernière descendante connue de la famille hérodienne. Il est aussi le père de Julia Cassia Alexandra l'épouse de Gaius Avidius Heliodorus.
Il a été consul suffect en 116 et proconsul de la province romaine d'Asie en 132-133.

## Biographie
Des inscriptions qui mentionnent C. Julius Alexander Berenicianus révèlent que sa famille a été liée à des membres importants de la province romaine d'Asie appartenant à l'aristocratie judéenne et non-judéenne. Berenicianus était d'origine juive, Nabatéenne, Édomite, Grecque, Arménienne, Mède et Perse. Son grand-père paternel était le roi Tigrane VI d'Arménie. Par Tigrane, il était un descendant d'Archélaos, roi de Cappadoce et d'Arménie Mineure jusqu'en 17 ainsi que du roi de Judée Hérode le Grand avec son épouse la plus importante, Mariamne l'Hasmonéenne. Avec son frère Caïus Julius Agrippa il est l'un des derniers descendants connus des dynasties Hérodienne et Hasmonéenne. Flavius Josèphe indique que les descendants d'Alexandre et Iotapa de Commagène (son père et sa mère) « abandonnèrent dès leur naissance l'observance des coutumes juives et adoptèrent à leur place les usages des grecs. » E. Mary Smallwood estime donc qu'il est un « apostat » du judaïsme. Il n'y a aucun indice que Berenicianus ait tenté d'exercer une influence politique en Judée, mais les liens familiaux avec les autres membres de la famille hérodienne sont conservés. 
Il est probable que l'une de ses filles, Julia Bérénice Crispina soit néanmoins connues par les archives de Babatha. Dans un procès, tenu à Pétra, la capitale de l'Arabie Pétrée devenue province romaine en 106-107, Bérénice Crispina joue le rôle de tutrice des fils du deuxième mari de Babatha. Babatha et ses amies Salomé Grapte et sa fille Salomé Komaise appartiennent clairement à des familles juives qui se sont installées à Mahoza en Arabie Pétrée, mais qui au moment du déclenchement de la révolte de Bar Kokhba sont venues s'installer en 132 de l'autre côté de la mer Morte à En Gaddi en Judée, contrôlé à ce moment par les révoltés. Lorsque les Romains se sont à nouveau emparés de la région, ils ont cherché à éliminer tous les membres de ce groupe en particulier les femmes et les enfants. Parmi eux Babatha, l'adversaire de Julia Crispina. Par ailleurs, une Julia Bérénice Crispina — probablement la même que celle des archives de Babatha — possédait des biens en Égypte.
Les grands-parents maternels de Julius Alexander Berenicianus étaient le roi Antiochos IV de Commagène et la reine Julia Iotapa.
Le Royaume de Cetis était un petit État client de l'empire romain. Cetis était une petite région de Cilicie qui avait été auparavant administrée par ses ancêtres royaux de Cappadoce et notamment Antiochos IV. La ville de Cilicie Elaiussa Sebaste (en) faisait partie du Royaume. Ses parents se sont mariés à Rome en 58, puis l'empereur Néron les a couronné comme  monarques et leur a donné cette région à administrer.
En 94, Berenicianus et Agrippa sont devenus membres du sénat romain. Des inscriptions révèlent aussi la carrière de Berenicianus. Il a servi comme consul suffect en 116. En 132-133, il a été proconsul de la province romaine d'Asie. Pendant qu'il était proconsul d'Asie, il semble avoir été un mécène en matière d'arts.
Un possible descendant de Berenicianus était l'usurpateur du IIIe siècle Jotapianus.

## Mentions épigraphiques
Deux inscriptions mentionnant apparemment un Berenicianus, l'une datée, l'autre non datée, sont en général considérées comme le désignant. « Un Gaius Julius Alexander Berenicianus est mentionné sur une inscription d'Éphèse (n° 5 in n 57), qui a été copiée au XIe siècle par Cyriaque d'Ancône et n'a plus été vue depuis,. » Ce Berenicianus peut être identifié avec celui mentionné dans une inscription de Laodicée[Lequel ?] (no  6 in n. 57), où il est désigné comme Berenicianus fils d'Alexander.
« La plupart des inscriptions portant le nom Berenicianus sont issues du Liban ou de Syrie. » L'inscription no 4 « mérite une attention spéciale puisqu'elle a été trouvée dans le village de Rahkle, au pied du mont Hermon, au voisinage de Chalcis », une région qui a fait partie des royaumes d'Agrippa Ier, puis de son fils Agrippa II, respectivement père et frère de la célèbre Bérénice. Elle est datée de l'an 344 et il est en général admis que cela correspond à la date de 32 si l'inscription est datée depuis l'ère séleucide. Tal Ilan avait pensé que ces inscriptions se rapportaient au fils de Bérénice appelé lui aussi Berenicianus et que l'inscription no 4 utilisait une autre ère que l'ère séleucide. Il semble désormais y avoir un consensus pour rejeter cette hypothèse. Si le Berenicianus mentionné sur les inscriptions d'Éphèse et de Laodicée est bien Gaius Julius Alexander Berenicianus, l'inscription no 4 est une indication qu'au moins un autre porteur de ce nom appartenait au groupe des Hérodiens.

## Arbre généalogique
| Archélaos roi de Cappadoce et d'Arménie Mineure jusqu'en 17 | Archélaos roi de Cappadoce et d'Arménie Mineure jusqu'en 17 | Archélaos roi de Cappadoce et d'Arménie Mineure jusqu'en 17 | Archélaos roi de Cappadoce et d'Arménie Mineure jusqu'en 17 | Archélaos roi de Cappadoce et d'Arménie Mineure jusqu'en 17 | Archélaos roi de Cappadoce et d'Arménie Mineure jusqu'en 17 |  |  |                                                                               |                                                                               |                                                                               |                                                                               |                                                                               |                                                                               |  |  |       |       | Hérode le Grand roi de Judée de -37 à -4 | Hérode le Grand roi de Judée de -37 à -4 | Hérode le Grand roi de Judée de -37 à -4 | Hérode le Grand roi de Judée de -37 à -4 | Hérode le Grand roi de Judée de -37 à -4 | Hérode le Grand roi de Judée de -37 à -4 |                          |                          |                          |                          |                                                                                            |                                                                                            | Mariamne l'Hasmonéenne                                                                     | Mariamne l'Hasmonéenne                                                                     | Mariamne l'Hasmonéenne                                                                     | Mariamne l'Hasmonéenne                                                                     | Mariamne l'Hasmonéenne                              | Mariamne l'Hasmonéenne                              |                                                     |                                                     |                                      |                                      |                                      |                                      |                        |                        |                        |                        |                |                |                |                |          |          |          |          |          |          |          |          |  |  |  |  |  |  |  |  |  |  |  |  |  |  |  |  |  |  |  |  |  |  |  |  |  |  |  |  |  |  |  |  |
| Archélaos roi de Cappadoce et d'Arménie Mineure jusqu'en 17 | Archélaos roi de Cappadoce et d'Arménie Mineure jusqu'en 17 | Archélaos roi de Cappadoce et d'Arménie Mineure jusqu'en 17 | Archélaos roi de Cappadoce et d'Arménie Mineure jusqu'en 17 | Archélaos roi de Cappadoce et d'Arménie Mineure jusqu'en 17 | Archélaos roi de Cappadoce et d'Arménie Mineure jusqu'en 17 |  |  |                                                                               |                                                                               |                                                                               |                                                                               |                                                                               |                                                                               |  |  |       |       | Hérode le Grand roi de Judée de -37 à -4 | Hérode le Grand roi de Judée de -37 à -4 | Hérode le Grand roi de Judée de -37 à -4 | Hérode le Grand roi de Judée de -37 à -4 | Hérode le Grand roi de Judée de -37 à -4 | Hérode le Grand roi de Judée de -37 à -4 |                          |                          |                          |                          |                                                                                            |                                                                                            | Mariamne l'Hasmonéenne                                                                     | Mariamne l'Hasmonéenne                                                                     | Mariamne l'Hasmonéenne                                                                     | Mariamne l'Hasmonéenne                                                                     | Mariamne l'Hasmonéenne                              | Mariamne l'Hasmonéenne                              |                                                     |                                                     |                                      |                                      |                                      |                                      |                        |                        |                        |                        |                |                |                |                |          |          |          |          |          |          |          |          |  |  |  |  |  |  |  |  |  |  |  |  |  |  |  |  |  |  |  |  |  |  |  |  |  |  |  |  |  |  |  |  |
|                                                             |                                                             |                                                             |                                                             |                                                             |                                                             |  |  |                                                                               |                                                                               |                                                                               |                                                                               |                                                                               |                                                                               |  |  |       |       |                                          |                                          |                                          |                                          |                                          |                                          |                          |                          |                          |                          |                                                                                            |                                                                                            |                                                                                            |                                                                                            |                                                                                            |                                                                                            |                                                     |                                                     |                                                     |                                                     |                                      |                                      |                                      |                                      |                        |                        |                        |                        |                |                |                |                |          |          |          |          |          |          |          |          |  |  |  |  |  |  |  |  |  |  |  |  |  |  |  |  |  |  |  |  |  |  |  |  |  |  |  |  |  |  |  |  |
|                                                             |                                                             |                                                             |                                                             |                                                             |                                                             |  |  |                                                                               |                                                                               |                                                                               |                                                                               |                                                                               |                                                                               |  |  |       |       |                                          |                                          |                                          |                                          |                                          |                                          |                          |                          |                          |                          |                                                                                            |                                                                                            |                                                                                            |                                                                                            |                                                                                            |                                                                                            |                                                     |                                                     |                                                     |                                                     |                                      |                                      |                                      |                                      |                        |                        |                        |                        |                |                |                |                |          |          |          |          |          |          |          |          |  |  |  |  |  |  |  |  |  |  |  |  |  |  |  |  |  |  |  |  |  |  |  |  |  |  |  |  |  |  |  |  |
| Glaphyra                                                    | Glaphyra                                                    | Glaphyra                                                    | Glaphyra                                                    | Glaphyra                                                    | Glaphyra                                                    |  |  | Alexandre                                                                     | Alexandre                                                                     | Alexandre                                                                     | Alexandre                                                                     | Alexandre                                                                     | Alexandre                                                                     |  |  |       |       |                                          |                                          |                                          |                                          | Bérénice fille de Salomé                 | Bérénice fille de Salomé                 | Bérénice fille de Salomé | Bérénice fille de Salomé | Bérénice fille de Salomé | Bérénice fille de Salomé |                                                                                            |                                                                                            |                                                                                            |                                                                                            |                                                                                            |                                                                                            |                                                     |                                                     |                                                     |                                                     | Aristobule IV                        | Aristobule IV                        | Aristobule IV                        | Aristobule IV                        | Aristobule IV          | Aristobule IV          |                        |                        |                |                |                |                |          |          |          |          |          |          |          |          |  |  |  |  |  |  |  |  |  |  |  |  |  |  |  |  |  |  |  |  |  |  |  |  |  |  |  |  |  |  |  |  |
| Glaphyra                                                    | Glaphyra                                                    | Glaphyra                                                    | Glaphyra                                                    | Glaphyra                                                    | Glaphyra                                                    |  |  | Alexandre                                                                     | Alexandre                                                                     | Alexandre                                                                     | Alexandre                                                                     | Alexandre                                                                     | Alexandre                                                                     |  |  |       |       |                                          |                                          |                                          |                                          | Bérénice fille de Salomé                 | Bérénice fille de Salomé                 | Bérénice fille de Salomé | Bérénice fille de Salomé | Bérénice fille de Salomé | Bérénice fille de Salomé |                                                                                            |                                                                                            |                                                                                            |                                                                                            |                                                                                            |                                                                                            |                                                     |                                                     |                                                     |                                                     | Aristobule IV                        | Aristobule IV                        | Aristobule IV                        | Aristobule IV                        | Aristobule IV          | Aristobule IV          |                        |                        |                |                |                |                |          |          |          |          |          |          |          |          |  |  |  |  |  |  |  |  |  |  |  |  |  |  |  |  |  |  |  |  |  |  |  |  |  |  |  |  |  |  |  |  |
|                                                             |                                                             |                                                             |                                                             |                                                             |                                                             |  |  |                                                                               |                                                                               |                                                                               |                                                                               |                                                                               |                                                                               |  |  |       |       |                                          |                                          |                                          |                                          |                                          |                                          |                          |                          |                          |                          |                                                                                            |                                                                                            |                                                                                            |                                                                                            |                                                                                            |                                                                                            |                                                     |                                                     |                                                     |                                                     |                                      |                                      |                                      |                                      |                        |                        |                        |                        |                |                |                |                |          |          |          |          |          |          |          |          |  |  |  |  |  |  |  |  |  |  |  |  |  |  |  |  |  |  |  |  |  |  |  |  |  |  |  |  |  |  |  |  |
|                                                             |                                                             |                                                             |                                                             |                                                             |                                                             |  |  |                                                                               |                                                                               |                                                                               |                                                                               |                                                                               |                                                                               |  |  |       |       |                                          |                                          |                                          |                                          |                                          |                                          |                          |                          |                          |                          |                                                                                            |                                                                                            |                                                                                            |                                                                                            |                                                                                            |                                                                                            |                                                     |                                                     |                                                     |                                                     |                                      |                                      |                                      |                                      |                        |                        |                        |                        |                |                |                |                |          |          |          |          |          |          |          |          |  |  |  |  |  |  |  |  |  |  |  |  |  |  |  |  |  |  |  |  |  |  |  |  |  |  |  |  |  |  |  |  |
| Tigrane V roi d'Arménie de ~6 à 12                          | Tigrane V roi d'Arménie de ~6 à 12                          | Tigrane V roi d'Arménie de ~6 à 12                          | Tigrane V roi d'Arménie de ~6 à 12                          | Tigrane V roi d'Arménie de ~6 à 12                          | Tigrane V roi d'Arménie de ~6 à 12                          |  |  | Alexandre                                                                     | Alexandre                                                                     | Alexandre                                                                     | Alexandre                                                                     | Alexandre                                                                     | Alexandre                                                                     |  |  |       |       |                                          |                                          |                                          |                                          |                                          |                                          | Hérodiade                | Hérodiade                | Hérodiade                | Hérodiade                | Hérodiade                                                                                  | Hérodiade                                                                                  |                                                                                            |                                                                                            | Agrippa Ier roi de Batanée (37) et de Judée 41 à 44                                        | Agrippa Ier roi de Batanée (37) et de Judée 41 à 44                                        | Agrippa Ier roi de Batanée (37) et de Judée 41 à 44 | Agrippa Ier roi de Batanée (37) et de Judée 41 à 44 | Agrippa Ier roi de Batanée (37) et de Judée 41 à 44 | Agrippa Ier roi de Batanée (37) et de Judée 41 à 44 |                                      |                                      | Aristobule (le Mineur)               | Aristobule (le Mineur)               | Aristobule (le Mineur) | Aristobule (le Mineur) | Aristobule (le Mineur) | Aristobule (le Mineur) |                |                | Mariamne       | Mariamne       | Mariamne | Mariamne | Mariamne | Mariamne |          |          |          |          |  |  |  |  |  |  |  |  |  |  |  |  |  |  |  |  |  |  |  |  |  |  |  |  |  |  |  |  |  |  |  |  |
| Tigrane V roi d'Arménie de ~6 à 12                          | Tigrane V roi d'Arménie de ~6 à 12                          | Tigrane V roi d'Arménie de ~6 à 12                          | Tigrane V roi d'Arménie de ~6 à 12                          | Tigrane V roi d'Arménie de ~6 à 12                          | Tigrane V roi d'Arménie de ~6 à 12                          |  |  | Alexandre                                                                     | Alexandre                                                                     | Alexandre                                                                     | Alexandre                                                                     | Alexandre                                                                     | Alexandre                                                                     |  |  |       |       |                                          |                                          |                                          |                                          |                                          |                                          | Hérodiade                | Hérodiade                | Hérodiade                | Hérodiade                | Hérodiade                                                                                  | Hérodiade                                                                                  |                                                                                            |                                                                                            | Agrippa Ier roi de Batanée (37) et de Judée 41 à 44                                        | Agrippa Ier roi de Batanée (37) et de Judée 41 à 44                                        | Agrippa Ier roi de Batanée (37) et de Judée 41 à 44 | Agrippa Ier roi de Batanée (37) et de Judée 41 à 44 | Agrippa Ier roi de Batanée (37) et de Judée 41 à 44 | Agrippa Ier roi de Batanée (37) et de Judée 41 à 44 |                                      |                                      | Aristobule (le Mineur)               | Aristobule (le Mineur)               | Aristobule (le Mineur) | Aristobule (le Mineur) | Aristobule (le Mineur) | Aristobule (le Mineur) |                |                | Mariamne       | Mariamne       | Mariamne | Mariamne | Mariamne | Mariamne |          |          |          |          |  |  |  |  |  |  |  |  |  |  |  |  |  |  |  |  |  |  |  |  |  |  |  |  |  |  |  |  |  |  |  |  |
|                                                             |                                                             |                                                             |                                                             |                                                             |                                                             |  |  |                                                                               |                                                                               |                                                                               |                                                                               |                                                                               |                                                                               |  |  |       |       |                                          |                                          |                                          |                                          |                                          |                                          |                          |                          |                          |                          |                                                                                            |                                                                                            |                                                                                            |                                                                                            |                                                                                            |                                                                                            |                                                     |                                                     |                                                     |                                                     |                                      |                                      |                                      |                                      |                        |                        |                        |                        |                |                |                |                |          |          |          |          |          |          |          |          |  |  |  |  |  |  |  |  |  |  |  |  |  |  |  |  |  |  |  |  |  |  |  |  |  |  |  |  |  |  |  |  |
|                                                             |                                                             |                                                             |                                                             |                                                             |                                                             |  |  |                                                                               |                                                                               |                                                                               |                                                                               |                                                                               |                                                                               |  |  |       |       |                                          |                                          |                                          |                                          |                                          |                                          |                          |                          |                          |                          |                                                                                            |                                                                                            |                                                                                            |                                                                                            |                                                                                            |                                                                                            |                                                     |                                                     |                                                     |                                                     |                                      |                                      |                                      |                                      |                        |                        |                        |                        |                |                |                |                |          |          |          |          |          |          |          |          |  |  |  |  |  |  |  |  |  |  |  |  |  |  |  |  |  |  |  |  |  |  |  |  |  |  |  |  |  |  |  |  |
|                                                             |                                                             |                                                             |                                                             |                                                             |                                                             |  |  | Tigrane VI roi d'Arménie de 59 à 61.                                          | Tigrane VI roi d'Arménie de 59 à 61.                                          | Tigrane VI roi d'Arménie de 59 à 61.                                          | Tigrane VI roi d'Arménie de 59 à 61.                                          | Tigrane VI roi d'Arménie de 59 à 61.                                          | Tigrane VI roi d'Arménie de 59 à 61.                                          |  |  |       |       | Hérode roi de Chalcis de 41 à 48         | Hérode roi de Chalcis de 41 à 48         | Hérode roi de Chalcis de 41 à 48         | Hérode roi de Chalcis de 41 à 48         | Hérode roi de Chalcis de 41 à 48         | Hérode roi de Chalcis de 41 à 48         |                          |                          |                          |                          | Julia Bérénice reine de Chalcis (v. 45-48) puis de Cilicie (54) maîtresse de Titus (67-79) | Julia Bérénice reine de Chalcis (v. 45-48) puis de Cilicie (54) maîtresse de Titus (67-79) | Julia Bérénice reine de Chalcis (v. 45-48) puis de Cilicie (54) maîtresse de Titus (67-79) | Julia Bérénice reine de Chalcis (v. 45-48) puis de Cilicie (54) maîtresse de Titus (67-79) | Julia Bérénice reine de Chalcis (v. 45-48) puis de Cilicie (54) maîtresse de Titus (67-79) | Julia Bérénice reine de Chalcis (v. 45-48) puis de Cilicie (54) maîtresse de Titus (67-79) |                                                     |                                                     | Agrippa II roi de Batanée de 54 à 92                | Agrippa II roi de Batanée de 54 à 92                | Agrippa II roi de Batanée de 54 à 92 | Agrippa II roi de Batanée de 54 à 92 | Agrippa II roi de Batanée de 54 à 92 | Agrippa II roi de Batanée de 54 à 92 |                        |                        | Mariamne               | Mariamne               | Mariamne       | Mariamne       | Mariamne       | Mariamne       |          |          | Drusilla | Drusilla | Drusilla | Drusilla | Drusilla | Drusilla |  |  |  |  |  |  |  |  |  |  |  |  |  |  |  |  |  |  |  |  |  |  |  |  |  |  |  |  |  |  |  |  |
|                                                             |                                                             |                                                             |                                                             |                                                             |                                                             |  |  | Tigrane VI roi d'Arménie de 59 à 61.                                          | Tigrane VI roi d'Arménie de 59 à 61.                                          | Tigrane VI roi d'Arménie de 59 à 61.                                          | Tigrane VI roi d'Arménie de 59 à 61.                                          | Tigrane VI roi d'Arménie de 59 à 61.                                          | Tigrane VI roi d'Arménie de 59 à 61.                                          |  |  |       |       | Hérode roi de Chalcis de 41 à 48         | Hérode roi de Chalcis de 41 à 48         | Hérode roi de Chalcis de 41 à 48         | Hérode roi de Chalcis de 41 à 48         | Hérode roi de Chalcis de 41 à 48         | Hérode roi de Chalcis de 41 à 48         |                          |                          |                          |                          | Julia Bérénice reine de Chalcis (v. 45-48) puis de Cilicie (54) maîtresse de Titus (67-79) | Julia Bérénice reine de Chalcis (v. 45-48) puis de Cilicie (54) maîtresse de Titus (67-79) | Julia Bérénice reine de Chalcis (v. 45-48) puis de Cilicie (54) maîtresse de Titus (67-79) | Julia Bérénice reine de Chalcis (v. 45-48) puis de Cilicie (54) maîtresse de Titus (67-79) | Julia Bérénice reine de Chalcis (v. 45-48) puis de Cilicie (54) maîtresse de Titus (67-79) | Julia Bérénice reine de Chalcis (v. 45-48) puis de Cilicie (54) maîtresse de Titus (67-79) |                                                     |                                                     | Agrippa II roi de Batanée de 54 à 92                | Agrippa II roi de Batanée de 54 à 92                | Agrippa II roi de Batanée de 54 à 92 | Agrippa II roi de Batanée de 54 à 92 | Agrippa II roi de Batanée de 54 à 92 | Agrippa II roi de Batanée de 54 à 92 |                        |                        | Mariamne               | Mariamne               | Mariamne       | Mariamne       | Mariamne       | Mariamne       |          |          | Drusilla | Drusilla | Drusilla | Drusilla | Drusilla | Drusilla |  |  |  |  |  |  |  |  |  |  |  |  |  |  |  |  |  |  |  |  |  |  |  |  |  |  |  |  |  |  |  |  |
|                                                             |                                                             |                                                             |                                                             |                                                             |                                                             |  |  |                                                                               |                                                                               |                                                                               |                                                                               |                                                                               |                                                                               |  |  |       |       |                                          |                                          |                                          |                                          |                                          |                                          |                          |                          |                          |                          |                                                                                            |                                                                                            |                                                                                            |                                                                                            |                                                                                            |                                                                                            |                                                     |                                                     |                                                     |                                                     |                                      |                                      |                                      |                                      |                        |                        |                        |                        |                |                |                |                |          |          |          |          |          |          |          |          |  |  |  |  |  |  |  |  |  |  |  |  |  |  |  |  |  |  |  |  |  |  |  |  |  |  |  |  |  |  |  |  |
|                                                             |                                                             |                                                             |                                                             |                                                             |                                                             |  |  |                                                                               |                                                                               |                                                                               |                                                                               |                                                                               |                                                                               |  |  |       |       |                                          |                                          |                                          |                                          |                                          |                                          |                          |                          |                          |                          |                                                                                            |                                                                                            |                                                                                            |                                                                                            |                                                                                            |                                                                                            |                                                     |                                                     |                                                     |                                                     |                                      |                                      |                                      |                                      |                        |                        |                        |                        |                |                |                |                |          |          |          |          |          |          |          |          |  |  |  |  |  |  |  |  |  |  |  |  |  |  |  |  |  |  |  |  |  |  |  |  |  |  |  |  |  |  |  |  |
|                                                             |                                                             |                                                             |                                                             |                                                             |                                                             |  |  |                                                                               |                                                                               |                                                                               |                                                                               |                                                                               |                                                                               |  |  |       |       |                                          |                                          |                                          |                                          |                                          |                                          |                          |                          |                          |                          |                                                                                            |                                                                                            |                                                                                            |                                                                                            |                                                                                            |                                                                                            |                                                     |                                                     |                                                     |                                                     |                                      |                                      |                                      |                                      |                        |                        |                        |                        |                |                |                |                |          |          |          |          |          |          |          |          |  |  |  |  |  |  |  |  |  |  |  |  |  |  |  |  |  |  |  |  |  |  |  |  |  |  |  |  |  |  |  |  |
|                                                             |                                                             |                                                             |                                                             |                                                             |                                                             |  |  |                                                                               |                                                                               |                                                                               |                                                                               |                                                                               |                                                                               |  |  |       |       |                                          |                                          |                                          |                                          |                                          |                                          |                          |                          |                          |                          |                                                                                            |                                                                                            |                                                                                            |                                                                                            |                                                                                            |                                                                                            |                                                     |                                                     |                                                     |                                                     |                                      |                                      |                                      |                                      |                        |                        |                        |                        |                |                |                |                |          |          |          |          |          |          |          |          |  |  |  |  |  |  |  |  |  |  |  |  |  |  |  |  |  |  |  |  |  |  |  |  |  |  |  |  |  |  |  |  |
| Julia Iotapa fille d'Antiochos de Commagène                 | Julia Iotapa fille d'Antiochos de Commagène                 | Julia Iotapa fille d'Antiochos de Commagène                 | Julia Iotapa fille d'Antiochos de Commagène                 | Julia Iotapa fille d'Antiochos de Commagène                 | Julia Iotapa fille d'Antiochos de Commagène                 |  |  | Caius Julius Alexander roi de Cétis en Cilicie de 58 à 72                     | Caius Julius Alexander roi de Cétis en Cilicie de 58 à 72                     | Caius Julius Alexander roi de Cétis en Cilicie de 58 à 72                     | Caius Julius Alexander roi de Cétis en Cilicie de 58 à 72                     | Caius Julius Alexander roi de Cétis en Cilicie de 58 à 72                     | Caius Julius Alexander roi de Cétis en Cilicie de 58 à 72                     |  |  | Julia | Julia | Julia                                    | Julia                                    | Julia                                    | Julia                                    |                                          |                                          | Berenicianus             | Berenicianus             | Berenicianus             | Berenicianus             | Berenicianus                                                                               | Berenicianus                                                                               |                                                                                            |                                                                                            | Hyrcan                                                                                     | Hyrcan                                                                                     | Hyrcan                                              | Hyrcan                                              | Hyrcan                                              | Hyrcan                                              |                                      |                                      |                                      |                                      |                        |                        | Julia Bérénice         | Julia Bérénice         | Julia Bérénice | Julia Bérénice | Julia Bérénice | Julia Bérénice |          |          |          |          |          |          |          |          |  |  |  |  |  |  |  |  |  |  |  |  |  |  |  |  |  |  |  |  |  |  |  |  |  |  |  |  |  |  |  |  |
| Julia Iotapa fille d'Antiochos de Commagène                 | Julia Iotapa fille d'Antiochos de Commagène                 | Julia Iotapa fille d'Antiochos de Commagène                 | Julia Iotapa fille d'Antiochos de Commagène                 | Julia Iotapa fille d'Antiochos de Commagène                 | Julia Iotapa fille d'Antiochos de Commagène                 |  |  | Caius Julius Alexander roi de Cétis en Cilicie de 58 à 72                     | Caius Julius Alexander roi de Cétis en Cilicie de 58 à 72                     | Caius Julius Alexander roi de Cétis en Cilicie de 58 à 72                     | Caius Julius Alexander roi de Cétis en Cilicie de 58 à 72                     | Caius Julius Alexander roi de Cétis en Cilicie de 58 à 72                     | Caius Julius Alexander roi de Cétis en Cilicie de 58 à 72                     |  |  | Julia | Julia | Julia                                    | Julia                                    | Julia                                    | Julia                                    |                                          |                                          | Berenicianus             | Berenicianus             | Berenicianus             | Berenicianus             | Berenicianus                                                                               | Berenicianus                                                                               |                                                                                            |                                                                                            | Hyrcan                                                                                     | Hyrcan                                                                                     | Hyrcan                                              | Hyrcan                                              | Hyrcan                                              | Hyrcan                                              |                                      |                                      |                                      |                                      |                        |                        | Julia Bérénice         | Julia Bérénice         | Julia Bérénice | Julia Bérénice | Julia Bérénice | Julia Bérénice |          |          |          |          |          |          |          |          |  |  |  |  |  |  |  |  |  |  |  |  |  |  |  |  |  |  |  |  |  |  |  |  |  |  |  |  |  |  |  |  |
|                                                             |                                                             |                                                             |                                                             |                                                             |                                                             |  |  |                                                                               |                                                                               |                                                                               |                                                                               |                                                                               |                                                                               |  |  |       |       |                                          |                                          |                                          |                                          |                                          |                                          |                          |                          |                          |                          |                                                                                            |                                                                                            |                                                                                            |                                                                                            |                                                                                            |                                                                                            |                                                     |                                                     |                                                     |                                                     |                                      |                                      |                                      |                                      |                        |                        |                        |                        |                |                |                |                |          |          |          |          |          |          |          |          |  |  |  |  |  |  |  |  |  |  |  |  |  |  |  |  |  |  |  |  |  |  |  |  |  |  |  |  |  |  |  |  |
|                                                             |                                                             |                                                             |                                                             |                                                             |                                                             |  |  |                                                                               |                                                                               |                                                                               |                                                                               |                                                                               |                                                                               |  |  |       |       |                                          |                                          |                                          |                                          |                                          |                                          |                          |                          |                          |                          |                                                                                            |                                                                                            |                                                                                            |                                                                                            |                                                                                            |                                                                                            |                                                     |                                                     |                                                     |                                                     |                                      |                                      |                                      |                                      |                        |                        |                        |                        |                |                |                |                |          |          |          |          |          |          |          |          |  |  |  |  |  |  |  |  |  |  |  |  |  |  |  |  |  |  |  |  |  |  |  |  |  |  |  |  |  |  |  |  |
| Caius Julius Agrippa                                        | Caius Julius Agrippa                                        | Caius Julius Agrippa                                        | Caius Julius Agrippa                                        | Caius Julius Agrippa                                        | Caius Julius Agrippa                                        |  |  | Caius Julius Alexander Berenicianus consul en 116 proconsul d'Asie en 132-133 | Caius Julius Alexander Berenicianus consul en 116 proconsul d'Asie en 132-133 | Caius Julius Alexander Berenicianus consul en 116 proconsul d'Asie en 132-133 | Caius Julius Alexander Berenicianus consul en 116 proconsul d'Asie en 132-133 | Caius Julius Alexander Berenicianus consul en 116 proconsul d'Asie en 132-133 | Caius Julius Alexander Berenicianus consul en 116 proconsul d'Asie en 132-133 |  |  |       |       |                                          |                                          |                                          |                                          |                                          |                                          |                          |                          |                          |                          |                                                                                            |                                                                                            |                                                                                            |                                                                                            |                                                                                            |                                                                                            |                                                     |                                                     |                                                     |                                                     |                                      |                                      |                                      |                                      |                        |                        |                        |                        |                |                |                |                |          |          |          |          |          |          |          |          |  |  |  |  |  |  |  |  |  |  |  |  |  |  |  |  |  |  |  |  |  |  |  |  |  |  |  |  |  |  |  |  |
| Caius Julius Agrippa                                        | Caius Julius Agrippa                                        | Caius Julius Agrippa                                        | Caius Julius Agrippa                                        | Caius Julius Agrippa                                        | Caius Julius Agrippa                                        |  |  | Caius Julius Alexander Berenicianus consul en 116 proconsul d'Asie en 132-133 | Caius Julius Alexander Berenicianus consul en 116 proconsul d'Asie en 132-133 | Caius Julius Alexander Berenicianus consul en 116 proconsul d'Asie en 132-133 | Caius Julius Alexander Berenicianus consul en 116 proconsul d'Asie en 132-133 | Caius Julius Alexander Berenicianus consul en 116 proconsul d'Asie en 132-133 | Caius Julius Alexander Berenicianus consul en 116 proconsul d'Asie en 132-133 |  |  |       |       |                                          |                                          |                                          |                                          |                                          |                                          |                          |                          |                          |                          |                                                                                            |                                                                                            |                                                                                            |                                                                                            |                                                                                            |                                                                                            |                                                     |                                                     |                                                     |                                                     |                                      |                                      |                                      |                                      |                        |                        |                        |                        |                |                |                |                |          |          |          |          |          |          |          |          |  |  |  |  |  |  |  |  |  |  |  |  |  |  |  |  |  |  |  |  |  |  |  |  |  |  |  |  |  |  |  |  |
|                                                             |                                                             |                                                             |                                                             |                                                             |                                                             |  |  | Julia Brnyakianos Krisfina Julia Bérénice Crispina fl. c. 130                 |                                                                               |                                                                               |                                                                               |                                                                               |                                                                               |  |  |       |       |                                          |                                          |                                          |                                          |                                          |                                          |                          |                          |                          |                          |                                                                                            |                                                                                            |                                                                                            |                                                                                            |                                                                                            |                                                                                            |                                                     |                                                     |                                                     |                                                     |                                      |                                      |                                      |                                      |                        |                        |                        |                        |                |                |                |                |          |          |          |          |          |          |          |          |  |  |  |  |  |  |  |  |  |  |  |  |  |  |  |  |  |  |  |  |  |  |  |  |  |  |  |  |  |  |  |  |

- L'ordre des enfants est arbitraire.
- Tous les mariages ne sont pas représentés.